# エドゥアール・ロシュ
エドゥアール・アルベール・ロシュ（フランス語: Édouard Albert Roche, フランス語: [edwaʁ albɛʁ ʁɔʃ]; 1820年10月17日 - 1883年4月18日）は、フランスの天体力学者。

## 人物
モンペリエに生まれた。後にモンペリエ大学の教授となり、1848年にロシュ限界を数学的に計算した。ラプラスの星雲仮説を研究し、モンペリエ・アカデミーから研究結果を発表した。1860年の彗星に関する論文、1877年の星雲仮説に関するものなどがある。
土星の環の成因が、土星の衛星が土星に近づき重力（潮汐力）によって破壊されてできたとした理論で有名である。2つの天体が存在できる限界距離であるロシュ限界や、重星系の重力相互作用を扱うロシュ・ローブに名前が残されている。独自にヒル球を計算したため、ヒル球を｢ロシュ球｣と呼ぶことがある。